# Meierjohann’sche Quellen
Die drei Gebäude der Meierjohann’schen Quellen sind ein mit der Nummer 176 in die Denkmalliste der Stadt Bad Salzuflen im nordrhein-westfälischen Kreis Lippe in Deutschland eingetragenes Baudenkmal.
Die Eintragung erfolgte am 29. Juli 1998; Grundlage für die Aufnahme in die Denkmalliste ist das Denkmalschutzgesetz Nordrhein-Westfalens (DSchG NRW).

## Lage
Die Gebäude stehen im Bad Salzufler Ortsteil Wüsten, etwa 500 Meter nordwestlich der Wüstener Ortsmitte.

Mit der Eingemeindung Wüstens nach Bad Salzuflen und der Vergabe neuer Straßennamen bekam das Grundstück die Anschrift „Auf der Heide 54“.

## Geschichte
Die Stadtverordnetenversammlung Salzuflens fasste – nach einer Typhus-Epidemie im Sommer 1899 – am 23. Januar 1900 den Beschluss, eine zentrale Wasserversorgung für Salzuflen aufzubauen. 1902 wurde der Auftrag für die Erschließung der „Meierjohann’schen Quellen“ an die Firma Grastorf aus Hannover erteilt; sie begann umgehend mit dem Ausbau. Die Gesamtanlage der „Meierjohann’sche Quellfassung“ kostete – einschließlich Druckrohrleitung sowie Wasserbehälter an der Wüstener Straße – 232.783,54 Reichsmark.
1913 schütteten die „Meierjohann’schen Quellen“ 36.000 Liter in der Stunde. In den Folgejahren wurden zum Zweck einer größeren Förderung der Maschinenpark erneuert und neue Bohrungen um tiefere Wasserschichten zu erschließen bei den Quellen niedergebracht.

## Beschreibung
Der Denkmalumfang bezieht sich auf drei Gebäude:
Quellfassung
Das kubische Bruchsteingebäude der Quellfassung wurde 1902 mit sorgfältiger Eckquaderung und in Werkstein ausgeführter Rahmung der axialen Zugangstür errichtet. Der Quelleintritt liegt im rückwärtigen Kellerbereich.
Sammelbehälter
Das aufstehende Gebäude des Sammelbehälters ist ebenfalls als Bruchsteingebäude ausgeführt. In seinem rückwärtigen Erdbereich befindet sich ein 170 Kubikmeter fassender Doppelkammersammelbehälter.
Ehemaliges Maschinenhaus
Das ehemalige Maschinenhaus wird als erhaltenswert im Sinne des § 25 DSchG NW bewertet.

## Baudenkmal
Bei den Anlagen der städtischen Wasserversorgung in Wüsten handelt es sich um Baudenkmale im Sinne des DSchG NW.

Diese Objekte sind bedeutend für die geschichtliche Entwicklung der Wasserversorgung in der Stadt Bad Salzuflen. Sie erfüllen die Funktion von Dokumenten. Die Bedeutung für die Menschen ergibt sich schlüssig aus der Tatsache, dass mit Aufbau der zentralen Wasserversorgung nicht nur ausreichend Trinkwasser bzw. Feuerlöschwasser zur Verfügung stand, sondern dieses auch im Gegensatz zur vorhergehenden Einzelbrunnenversorgung hygienisch einwandfrei war.
Bis 2019 waren die Stadtwerke Bad Salzuflen Eigentümer der Anlagen. Seitdem sind die Gebäude in Privatbesitz.